# Lucretias Voldførelse (digt)
 For alternative betydninger, se Lucretias voldførelse.
Lucretias Voldførelse (originaltitel The Rape of Lucrece) er et episk digt af William Shakespeare fra 1594, der genfortæller legenden om Lucretia. Shakespeare havde i dedikationen til et tidligere digt, Venus og Adonis (1593), lovet sin mæcen jarlen af Southampton, at han ville skrive et "alvorligere digt". Derfor har Lucretias Voldførelse en seriøsere tone.

## Historisk baggrund
Lucretias voldførelse findes både i Ovids Fasti og Livius' version af Roms historie. I 509 f.Kr. voldtog kong Tarquin af Roms søn, Sextus Tarquinius, Lucretia, som var gift med Collatinus, en af kongens trofaste mænd. Lucretia begik selvmord, og hendes lig blev vist frem på Roms Forum af kongens nevø. Det indledte oprør imod Tarquinerne anført af Lucius Junius Brutus. Det førte til, at kongefamilien blev forvist, og den romerske republik blev stiftet.